# Xã Pilot, Quận Kankakee, Illinois
Xã Pilot (tiếng Anh: Pilot Township) là một xã thuộc quận Kankakee, tiểu bang Illinois, Hoa Kỳ. Năm 2010, dân số của xã này là 2.086 người.